# Chefinspektor Gideon
Chefinspektor Gideon ist ein 1957 gedrehter britischer Spielfilm von John Ford mit Jack Hawkins in der Titelrolle.

## Handlung
Ein „ganz normaler“ Tag im Leben des Londoner Chefinspektors George Gideon von Scotland Yard. Der Tag beginnt mit der Information, dass einer seiner Polizeibeamten bestechlich sein soll, und seine Frau erinnert ihn daran, dass Tochter Sally ein Geigenkonzert gibt und zuvor Onkel und Tante zum Tee vorbeikommen wollen. Auf dem Weg ins Büro setzt er Sally noch am Royal College of Music ab und wird dann auch noch von einem jungen Straßenpolizisten wegen einer Verkehrsübertretungs-Lappalie angehalten. In seinem Büro angekommen, lässt er denjenigen Polizeibeamten zu sich kommen, von dessen Bestechlichkeit ihm ein Informant zugetragen hatte, und suspendiert den Kollegen. Das nächste Ereignis ist die Nachricht, dass ein Geisteskranker aus einer Heilanstalt in Manchester ausgebrochen sei und sich mutmaßlich auf dem Weg nach London befinde.
Handelte es sich bei den morgendlichen Ereignissen noch eher um „kleine Fische“ so hält als nächstes Ereignis ein Banküberfall einer ziemlich dreisten Bande den Chefinspektor in Atem. Währenddessen geht die Meldung ein, dass der entflohene Irre gefasst wurde, zuvor aber die Tochter seiner früheren Vermieterin ermordet habe. Der Scotland-Yard-Inspektor möchte persönlich demjenigen Polizisten zum Fang des entflohenen Geisteskranken gratulieren, als er feststellen muss, dass es sich dabei ausgerechnet um denjenigen übereifrigen Straßenpolizisten handelt, der ihm am Morgen wegen der läppischen Straßenverkehrsregelübertretung die Leviten gelesen hatte.
Gideon ist mit diversen anderen Dingen beschäftigt, während seine Untergebenen versuchen, den Bestechungsfall rund um den suspendierten Polizistenkollegen aufzudröseln. Plötzlich geht die Schreckensmeldung ein, dass der der Bestechlichkeit beschuldigte Beamte von einem Fahrzeug überrollt worden sei. Wie die Ermittlungen ergeben, muss es sich bei dem Auto um eines der Fluchtfahrzeuge handeln, die für den morgendlichen Banküberfall benutzt worden waren. Chefinspektor Gideon besucht die Witwe des verstorbenen Polizeibeamten, um ihr zu kondolieren. Dann aber tut sich ein völlig neuer Verdacht auf: Stand der tote bestechliche Polizist womöglich im Zusammenhang mit den Banküberfällen, von dem der letzte gerade ein paar Stunden zurückliegt? Jedenfalls führt eine Spur des Toten zu einer Frau in einer Bar, deren Ehemann hinter den Bankrauben stehen könnte. Als Gideon dieser Spur nachgeht und die betreffende Frau besucht, ist ihr Mann bereits zur Stelle und bringt sie dazu, Gideon solange mit einer Pistole in Schach zu halten, bis er getürmt ist. Der erfahrene Beamte bewahrt die Ruhe und wagt in dieser Lage nichts Unbedachtes.
Wieder auf freiem Fuß, klingelt Gideons Telefon: eine Firma wurde überfallen und die Täter, von ihren Eltern verwöhnte Tunichtgute, wurden eingeschlossen. Gideon eilt dorthin und schnappt sich einen der Burschen. Als er erfährt, dass der schon recht betagte Nachtwächter bei dem Überfall getötet wurde, verliert Gideon zum ersten Mal an diesem Tag die Contenance und fährt den rüden Täter an: „Dafür wirst du hängen, du reicher Nichtsnutz!“
Gideon erinnert sich an die mahnenden Worte seiner Frau, dass er doch bitte nicht das Violinkonzert seiner Tochter vergessen möge und zuvor die bucklige Verwandtschaft zum 5-o’clock-Tea vorbeischauen wollte. Dazu ist es nun zu spät. Daheim angekommen erzählt ihm seine Ehefrau Kate, dass Sally einen reizenden Mann kennengelernt habe. Und wieder handelt es sich um den übereifrigen Constable, der Chefinspektor Gideon einen Strafzettel wegen verkehrswidriger Straßenüberquerung bei einer roten Ampel verpasst hatte. Jener Simon Farnaby-Green habe von Sally Gideons Konzertkarte erhalten, um diese „auf dem kurzen Dienstweg“ dem Vater zukommen zu lassen. Als man zum Tagesabschluss gemeinsam am Familien-Esstisch zu Abend isst, klingelt erneut das Telefon. Gideons Dienststelle teilt ihrem Chef mit, dass man am Londoner Flughafen „Paul, den Maler“ gefasst habe, den Kopf der Bankräuberbande, der ihn an diesem Tage durch seine Frau mit der Waffe in Schach halten ließ. Gideon lässt sich daraufhin von seinem Schwiegersohn in spe in Windeseile zum Flughafen fahren. Dabei wird der hinterm Steuer sitzende junge Constable wiederum seinerseits angehalten: Er hatte im Londoner Nebel eine rote Ampel „überfahren“.

## Produktionsnotizen
Chefinspektor Gideon wurde 1957 in London gedreht und am 25. März 1958 uraufgeführt. In Deutschland lief der Streifen am 16. Oktober 1958 an.
Die Bauten wurden von Ken Adam gestaltet, an den Entwürfen war auch John Graysmark beteiligt. Charles Lawton jr. fotografierte zusätzlich Aufnahmen. Tom Pevsner war Regieassistent. Muir Mathieson hatte die musikalische Leitung und dirigierte as Orchester.

## Kritiken
„Hawkins ist sympathisch aber der Film ist unglaublich langweilig. Ein erstaunlicher Blindgänger von Regisseur Ford.“

„Angenehme, gewöhnliche kleine Polizeigeschichte im Fernsehspiel-Stil, die nirgends Zeugnis abgibt für das besondere Talent seines Regisseurs.“

„Kriminalkomödie, die sich durch angenehme Spannung und erfrischenden Humor auszeichnet.“

„Gemütvolle britische Kriminalkomödie.“